# Jeroen Grueter
Jeroen Grueter (Utrecht, 11 februari 1969) is een Nederlands sportverslaggever bij de NOS-televisie. Bij NOS Studio Sport verzorgt Grueter het commentaar bij voetbal-, zwem- en ijshockeywedstrijden. Sinds 2019 geeft hij ook commentaar bij de videogame FIFA, dat doet hij samen met Sierd de Vos.

## Loopbaan
In 1985 deed Grueter als scholier een snuffelstage bij het weekblad Voetbal International. Vanaf dat moment wist hij dat hij sportjournalist wilde worden. Na de School voor Journalistiek in Utrecht rolde hij het vak in. Grueter ging werken bij Voetbal International en later bij Voetbal 2000. Via Veronica Sport kwam hij bij RTL Sport terecht. Hij was onder andere als sportverslaggever in Atlanta voor de Olympische Zomerspelen 1996. Kort daarna komt hij bij NOS Studio Sport terecht. Na vier jaar werk als freelancer, kreeg hij in 2000 een vaste aanstelling. Sindsdien voorziet hij grote sportevenementen van commentaar. In het UEFA Champions League 2003/04 mocht hij voor het eerst de finale van een internationaal toernooi becommentariëren.

### Voetbal
In 1998 versloeg Grueter al enkele duels tijdens het WK voetbal in Frankrijk. In 2000 rook hij opnieuw aan het grote werk gedurende het Europees kampioenschap in Nederland en België. Verder was Grueter actief op de WK’s van 2002, 2006, 2010, 2014 en 2018.
Op 30 juni 2004 gaf Grueter commentaar bij de halve finalewedstrijd tussen Nederland en Portugal op het Europees Kampioenschap van dat jaar. Op 11 juni 2006 klonk zijn stem tijdens het openingsduel van Oranje tegen Servië-Montenegro op het wereldkampioenschap in Duitsland. Op 21 mei 2008 kreeg hij de eer om de finale van de UEFA Champions League tussen Manchester United en Chelsea te verslaan. In Bazel becommentarieerde hij op 21 juni 2008 het kwartfinaleduel tussen Nederland en Rusland, op het Europees kampioenschap in Oostenrijk en Zwitserland.
Verder is zijn stemgeluid te horen bij wedstrijden in de Nederlandse Eredivisie en voorheen ook bij wedstrijden in de Engelse Premier League en de UEFA Cup. In de seizoenen 2005-2006, 2006-2007 en 2007-2008 versloeg Grueter ook Eredivisieduels voor NOS Langs de Lijn op Radio 1. In 2012 becommentarieerde Grueter voor het eerst een finale van een eindtoernooi. Hij versloeg de finale van het EK 2012.
Samen met Sierd de Vos verzorgt Grueter vanaf FIFA 20 de voetbalwedstrijden in het spel van commentaar. Grueter en De Vos zijn de opvolgers van het duo Evert ten Napel en Youri Mulder.

### Zwemmen
In 1998 werd Grueter het vaste geluid bij de zwemwedstrijden van NOS Studio Sport. In 2000 verzorgde hij het zwemcommentaar tijdens de Olympische Zomerspelen in Sydney. Ook in 2004, 2008, 2012, 2016, 2021 en 2024 was Grueter commentator tijdens de zwemwedstrijden bij de Olympische Zomerspelen.

### IJshockey
In 2006 versloeg hij het Olympisch ijshockeytoernooi in Turijn en in 2010 wederom het Olympisch ijshockeytoernooi in Vancouver. Ook in 2014 was Grueter van de partij bij het Olympisch ijshockeytoernooi in Sotsji. Tijdens het Olympisch ijshockeytoernooi in Pyeongchang mocht Grueter enkel samenvattingen van commentaar voorzien vanuit Nederland, omdat de live rechten in handen waren van Eurosport.

## Onderscheidingen
Jeroen Grueter werd genomineerd voor het 'Televisiefragment van het jaar' 2008 en eindigde op de 6e plaats.
Hij werd in de zomer van 2020 tweede in De Slimste Mens.